# トヨタエナジーソリューションズ
株式会社トヨタエナジーソリューションズ（英: TOYOTA ENERGY SOLUTIONS INC.）は、愛知県豊田市元町1番地に本社を置く日本の企業。
燃料電池、マイクロガスタービンに関する事業、エネルギーマネジメント事業を展開する。

## 概要
1998年（平成10年）に設立したトヨタ自動車の100%子会社で、ガスタービンエンジンを利用したコージェネレーションシステムや車両用蓄電池を利用したエネルギーマネージメント製品の開発・製造・販売・保守までを一貫して行う。
環境負荷を低減する新技術・商品開発を推進するトヨタグループのエネルギーソリューション企業である。

## 沿革
- 1998年（平成10年）4月 - トヨタ自動車の出資により、株式会社トヨタタービンアンドシステム（英: TOYOTA TURBINE AND SYSTEMS INC.）設立。
- 1999年（平成11年）2月 - ダイハツディーゼルと小型ガスタービンの販売契約締結。
- 2000年（平成12年）4月 - トヨタ自動車元町工場内に拠点統合。マイクロガスタービンコージェネレーションシステムの販売開始。
- 2002年（平成14年）4月 - 再生サイクル式50kW級マイクロガスタービンコージェネレーションシステムの販売開始。
- 2004年（平成16年）12月 - ハイブリッド牽引車を共同開発[2]。
- 2005年（平成17年）3月 - 愛・地球博のNEDO新エネルギープラントへMCFCハイブリッド発電システム用マイクロガスタービンを開発[3]。
- 2006年（平成18年）
  - 4月 - 移動電源車の販売開始。
  - 11月 - マイクロガスタービンを用いたVOC処理システムを共同開発[4]。
- 2009年（平成21年） 4月 - 太陽光発電システムの販売開始。
- 2010年（平成22年） 4月 - 大型ヒートポンプ空調機の販売開始。
- 2013年（平成25年）
  - 1月 - エネルギーマネジメントシステムの販売開始[5]。
  - 3月 - 名古屋事務所を開設。
  - 4月 - 特定規模電気事業者（PPS事業者）に登録[6]。
- 2014年（平成26年）6月 - 産業技術総合研究所へアンモニア燃焼用マイクロガスタービンを開発[7]。
- 2017年（平成29年）
  - 4月 - NEDOの助成によりトヨタ自動車元町工場へSOFCハイブリッド発電システム用マイクロガスタービンを開発[8][9]。
  - 6月 - 豊田市VPP（バーチャルパワープラント）実証事業に参加[10]。
  - 7月 - 京浜臨海部「低炭素水素」利活用実証プロジェクトに大容量蓄電池を開発[11][12]。
- 2018年（平成30年）
  - 4月 - 株式会社トヨタエナジーソリューションズ（英: TOYOTA ENERGY SOLUTIONS INC.）に社名変更[13]。
  - 4月 - 中部電力と「T&Cエネルギーソリューション」の提供開始[14]。
  - 5月 - 内閣府SIP「エネルギーキャリア」へ参加[15]。
  - 6月 - セブンイレブン次世代店舗プロジェクトへ参加[16][17]。
- 2019年（平成31年/令和元年）
  - 4月 - 300kW級アンモニア燃焼用マイクロガスタービンを開発[18][19]
  - 9月 - 定置式燃料電池の実証運転を開始[20]
- 2020年（令和2年） 6月 - 副生水素を利用した定置式燃料電池の実証運転を開始[21]。
- 2021年（令和3年） 8月 - アンモニアMGTを活用したゼロエミッション農業の技術実証をスタート[22][23]。

## 製品
コージェネレーションシステム
- 300kW級マイクロガスタービンコージェネレーションシステム
- 50kW級マイクロガスタービンコージェネレーションシステム
- 180kWディーゼルエンジンコージェネレーションシステム
- 300kWマイクロガスタービンVOC処理システム

エネルギーマネジメントシステム
- 4kWh蓄電池システム
- 10kWh蓄電池システム
- BEMS

## 所在地
- 本社 - 愛知県豊田市元町1番地　トヨタ自動車株式会社元町工場内
- 名古屋事務所 - 愛知県名古屋市中区栄二丁目1番1号　日土地名古屋ビル14F